# Surinj
Surinj (mađ. Szörény) je selo u južnoj Mađarskoj.
Zauzima površinu od 4,41 km četvorni.

## Zemljopisni položaj
Nalazi se na 45° 58' sjeverne zemljopisne širine i 17° 41' istočne zemljopisne dužine. Kilometar zapadno se nalazi Zádor, 7 km zapadno je Daranj, 7 km sjeverozapadno je Išvandin, 6 km sjever-sjeverozapadno je Kisdobsza, 4,5 km sjeverno je Dopsa, Meljek je 1,5 km sjeveroistočno, 3,5 km sjeveroistočno je Petan, Vujfaluba je 1,5 km istočno, Dekla je 3 km jugoistočno, a Potonja je 4 km jugozapadno.

## Upravna organizacija
Upravno pripada Sigetskoj mikroregiji u Baranjskoj županiji. Poštanski broj je 7976.

## Promet
Nalazi se s južne strane željezničke prometnice. Na njoj je i željeznička postaja Surinj. 

## Stanovništvo
Surinj ima 73 stanovnika (2001.). Većina su Mađari. Roma je 5%, a Hrvata je blizu 4%. Rimokatolika je 57%, a kalvinista je preko trećine.

## Vanjske poveznice
- Surinj na fallingrain.com